# 北陸電力
北陸電力（日语：／ Hokuriku Denryoku */?）是提供日本北陸地方3縣（福井縣、石川縣、富山縣）電力供應服務的電力公司，總部位於富山縣富山市，北陸地区略稱為北電，其他区域为了与北海道電力区分略稱為陆電，也有北陆電的称呼。

## 历史

### 成立
北陸電力成立於1951年，係在戰後日本電力系統重新統合的過程中創建。前身是二戰時日本為實施电力国家统制而設立的日本发送电和北陸配電，战后同盟國軍事佔領下，实际统治日本的駐日盟軍總司令部 （GHQ）为了根除日本军国主义思想，决定推动经济民主化，解散战前日本的财阀和垄断企业。
1947年12月在GHQ要求下通过《过度经济力集中排除法》，日本發送電也被认定为垄断企业之一，日本發送電和全日本九家配電公司被要求提交重組計劃。迫于GHQ压力日本政府在1950年强行通过《电气事业再编成法》和《公益事業法》。由於北陸地方自二戰前開始就水電興盛，因此這一地區是日本電價最為便宜的地區之一，二战时北陸由独立的北陸配電进行电力贩卖，北陸電力也因此在战后電氣事業再編時維持了獨立的企業地位。1951年5月1日由日本发送电與北陸配電重組成的北陸電力成立，接收日发和北陸配電在北陸地區的電力設備。
在電氣事業再編時，如何分配水力發電水權的歸屬成為重要討論議題，在中部、北陸地區，特別是日本阿爾卑斯山區，由於富含水力資源，導致激烈的水權爭奪。最終庄川、黑部川既有的水力发电站被划归关西电力，因为庄川、黑部川既有的水力发电站由日本电力建设，而日本电力的资产由关西电力继承。失去既有水力发电站让北陆电力陷入電力不足的情况，北陆电力转而开发神通川、常願寺川水力资源。
除了水力发电之外，北陸電力在1993年設立了自公司的首個核電廠——志賀核能發電廠，由于用地取得问题，北陸電力核電廠建设缓慢，是日本較晚設立核電廠的電力公司。2001年和2004年，為了消除赤字，北陸電力廢除了老化的火力發電廠，包括富山火力發電廠1至3號機組和福井火力發電廠1號機組，這些發電廠都是燃油發電廠，特別是福井火力發電廠被認為是空氣污染的来源。此外，志賀核電廠2號機組雖然已於2006年竣工，但2號機組僅運轉了很短的時間，就在2011年因福島第一核電站事故影响被迫以定期检查名义停止运行，不僅對公司的發電業績沒有貢獻，反而成为公司的巨大負擔。

### 年表
- 1951年5月1日 - 松永安左衛門（日语：松永安左エ門）（電氣事業再編成審議會委員長）說服GHQ核准統合案，將「北陸配電株式會社」與「日本發送電株式會社」管轄之区域統合設立「北陸電力株式會社」。
- 1953年1月15日 - 9社電力会社体制後日本首座水力发电站--九頭龍川五条方发电站開始運營。
- 1964年8月1日 - 北陸電力首座燃油發電廠--富山火力發電廠開始運營。
- 1973年1月12日 - 燃油發電廠--福井火力發電廠開始運營。
- 1974年10月18日 - 富山新港火力發電廠開始運營，是目前北陸電力發電量最大的發電站。
- 1993年7月30日 - 北陸電力首個核電廠--志賀核能發電廠開始運營。
- 1999年6月18日 - 志賀核能發電廠发生临界事故，北陆电力窜改检查记录，将该事件隐蔽直到2007年3月15日。
- 2003年12月5日 - 原计划与中部電力、关西电力共同运营的珠洲核能发电站（日语：珠洲原子力発電所），因地方反对、经济下行，宣告计划冻结。[2]
- 2006年3月15日 - 志賀核能發電廠2号機開始運營。
- 2009年10月31日 - 北陆電力首座風電廠--福浦風力發電廠開始使用，由子公司日本海发电運營。
- 2010年
  - 3月12日 - 北陆電力首座太陽能電廠--志賀太陽能發電廠開始使用。[3]
  - 3月31日 - 接收福井縣、石川縣两县公营电力事业 (水力發電廠11處、風力發電廠3處，合計91.5MW)。
- 2020年4月1日 - 為實現發送電分離（日语：発送電分離），成立北陸電力送配電（日语：北陸電力送配電）負責送配電業務。[4]

## 發電設施

### 核電廠

#### 運營中
| 名称           | 所在地             | 堆型               | 反應爐 | 单堆功率 (MW) | 运行開始年 | 備註                                                        |
| -------------- | ------------------ | ------------------ | ------ | ------------- | ---------- | ----------------------------------------------------------- |
| 志賀核能發電廠 | 石川縣羽咋郡志賀町 | 沸水反应堆         | 1      | 540           | 1993       | 由於水泵部件故障，於2011年2月28日停止運行。                 |
| 志賀核能發電廠 | 石川縣羽咋郡志賀町 | 進步型沸水式反應爐 | 2      | 1358          | 2006       | 因定期檢修停止運行。2014年8月12日依據新基準提出再啟用申請。 |

#### 計劃中止
| 名称           | 所在地       | 反應爐数 | 单堆功率 (MW) | 计划中止年 | 備註                                 |
| -------------- | ------------ | -------- | ------------- | ---------- | ------------------------------------ |
| 珠洲核能发电站 | 石川县珠洲市 | 2        | 1000          | 2003       | 原计划与中部電力、关西电力共同运营。 |

### 火力發電廠
| 發電廠名稱         | 商轉年分 | 裝置容量 （MW） | 燃料類型           | 所在位置           | 備註           |
| ------------------ | -------- | --------------- | ------------------ | ------------------ | -------------- |
| 富山火力發電廠     | 1971     | 250             | 重油、原油         | 富山縣富山市       |                |
| 富山新港火力發電廠 | 1971     | 1,924.7         | 石炭、燃油、天然氣 | 富山縣射水市       |                |
| 福井火力發電廠     | 1978     | 250             | 重油、原油         | 福井縣坂井市       |                |
| 敦賀火力發電廠     | 1991     | 1,200           | 石炭、木質生物質   | 福井縣敦賀市       |                |
| 舳倉島發電廠       | 1992     | 0.288           | 重油               | 石川縣輪島市舳倉島 | 內燃機發電機組 |
| 七尾大田火力發電廠 | 1995     | 1,200           | 石炭、木質生物質   | 石川縣七尾市       |                |

### 水力發電廠
- 主要水力發電站（50MW以上的發電站）

| 发电站名称       | 水系名   | 方式     | 裝置容量 （MW） | 所在地       |
| ---------------- | -------- | -------- | --------------- | ------------ |
| 手取川第二发电站 | 手取川   | 調整池式 | 87              | 石川县白山市 |
| 庵谷发电站       | 神通川   | 調整池式 | 50              | 富山县富山市 |
| 神通川第一发电站 | 神通川   | 調整池式 | 82              | 富山县富山市 |
| 有峰第一发电站   | 常願寺川 | 調整池式 | 265             | 富山县富山市 |
| 有峰第二发电站   | 常願寺川 | 川流式   | 120             | 富山县富山市 |
| 和田川第二发电站 | 常願寺川 | 調整池式 | 122             | 富山县富山市 |
| 新中地山发电站   | 常願寺川 | 調整池式 | 74              | 富山县富山市 |

### 新能源發電站
| 名称                        | 方式       | 裝置容量 (MW) | 所在地               | 備考                   |
| --------------------------- | ---------- | ------------- | -------------------- | ---------------------- |
| 碁石峰風力發電廠            | 風力發電   | 0.6           | 石川县鹿島郡中能登町 |                        |
| 輪島風力發電廠              | 風力發電   | 3             | 石川县輪島市         |                        |
| 福浦風力發電廠              | 風力發電   | 21.6          | 石川县羽咋郡志賀町   | 子公司日本海发电運營。 |
| 富山太陽能發電廠            | 太陽能發電 | 1             | 富山县富山市         |                        |
| 志賀太陽能發電廠            | 太陽能發電 | 1             | 石川县羽咋郡志賀町   |                        |
| 珠洲太陽能發電廠            | 太陽能發電 | 1             | 石川县珠洲市         |                        |
| 三国太陽能發電廠            | 太陽能發電 | 1             | 福井县坂井市         |                        |
| Techno Port福井太陽能發電廠 | 太陽能發電 | 6.2           | 福井县坂井市         |                        |

### 除役發電站
| 名称             | 類型       | 廢止時間        | 裝置容量 (MW) | 所在地             |
| ---------------- | ---------- | --------------- | ------------- | ------------------ |
| 犀川發電廠       | 水力發電廠 | 1965 (計畫終止) |               | 石川县金泽市       |
| 辰巳發電廠       | 水力發電廠 | 1965 (計畫終止) |               | 石川县金泽市       |
| 小原發電廠       | 水力發電廠 | 1965 (計畫終止) |               | 石川县金泽市       |
| 小矢部第一發電廠 | 水力發電廠 | 1965            | 0.8           | 富山县南砺市       |
| 富山發電廠       | 火力發電廠 | 1959            | 10            | 富山县富山市       |
| 金泽火力發電廠   | 火力發電廠 | 計畫終止        |               | 石川县河北郡内灘町 |
| 七尾火力發電廠   | 火力發電廠 | 計畫終止        |               | 石川县七尾市       |

## 外部連結
- 北陸電力（页面存档备份，存于） （日語）